# Lista över presidenter för Uefa
Följande är en lista över presidenter för Uefa.
|    | Namn               | Nationalitet | Tidsperiod |
| -- | ------------------ | ------------ | ---------- |
| 1. | Ebbe Schwartz      | Danmark      | 1954–1962  |
| 2. | Gustav Wiederkehr  | Schweiz      | 1962–1972† |
| 3. | Artemio Franchi    | Italien      | 1972–1983† |
| 4. | Jacques Georges    | Frankrike    | 1983–1990  |
| 5. | Lennart Johansson  | Sverige      | 1990-2007  |
| 6. | Michel Platini     | Frankrike    | 2007-2016  |
| 7. | Aleksander Čeferin | Slovenien    | 2016-      |